# Дюпре, Джованни
Джованни Дюпре (итал. Giovanni Dupre; 1 марта 1817, Сиена — 10 января 1882, Флоренция) — итальянский скульптор академического направления. Выходец из Франции, долгое время проживавший в Тоскане. Приобрёл репутацию, уступающую только его современнику близкого направления Лоренцо Бартолини. «Его успех был обусловлен реалистичной и оригинальной интерпретацией формы, когда итальянская скульптура деградировала до манерного подражания работам Антонио Кановы», его творчество часто относят к течению пуризма.

## Жизнь и творчество
В юности Джованни Дюпре работал в мастерской отца, резчика по дереву, где занимался изготовлением копий скульптур эпохи итальянского Возрождения. Позже учился у Бартолини во Флоренции, где и работал до конца своей жизни.
В 1845 году он выиграл конкурс флорентийской Академии изящных искусств, получив первый приз за скульптурную группу «Суд Париса» и прославился мраморной фигурой мёртвого «Авеля» в натуральную величину. Великая княгиня Мария Николаевна (президент санкт-петербургской Академии художеств в 1852—1876 годы), герцогиня Лейхтенбергская, приобрела эту скульптуру и заказала Джованни Дюпре парную фигуру «Каина» (1844; обе скульптуры в бронзовых отливках находятся в Палаццо Питти, Флоренция; мраморные оригиналы — в Эрмитаже в Санкт-Петербурге).
Великая княгиня Тосканская заказала Дюпре статую «Джотто» (1845) вместе с фигурой святого Антонина Пьероци, или Антонина Флорентийского, обе cкульптуры заняли своё место в нишах фасада здания Уффици во Флоренции. Для базилики Сан-Доменико в Сиене Джованни Дюпре создал бюст папы Пия II.
В 1856 году Джованни Дюпре во время поездки в Неаполь проезжал через Рим и увидел надгробный памятник папе Пию VI работы Антонио Кановы, который повлиял на его творчество в неоклассическом направлении. Период плохого самочувствия сменился новой энергией, которая привела к задумчивой и меланхоличной «Сафо» 1857—1861 годов с её микеланджеловским оттенком (ныне находится в Национальной галерее современного искусства в Риме).
В 1859—1864 годах Джованни Дюпре создал надгробный памятник графине Берте Мольтке Феррари-Корбелли в левом трансепте базилики Сан-Лоренцо во Флоренции. Затем он создал группу «Дети винограда»), статую Мадонны для церкви Санта-Кроче во Флоренции (1860) и барельеф «Триумф Креста» с фигурами, представляющими все эпохи христианства, в люнете над главным входом. В памятнике Кавуру в Турине (1872) он ввёл несколько аллегорических фигур. Считается, что его многофигурные композиции страдают от конфликта между «темпераментным натурализмом» и необходимостью «аллегории и идеального величия».
В 1863 году Дюпре создал свою лучшую работу — «Пьету» (1860—1865) для семейной гробницы маркиза Бики-Русполи на кладбище Мизерикордия в Сиене. Эта группа была награждена Большой почётной медалью на Международной выставке в Париже. Затем последовали «Святой Зиновий» для фасада Дуомо в Сиене, «Воскресший Христос» для мемориальной капеллы Дюпре, бронзовый бюст Савонаролы, установленный в его келье в монастыре Сан-Марко во Флоренции (1873).
Его последняя работа, «Святой Франциск» собора Сан-Руфино в Ассизи, была закончена его старшей дочерью и ученицей Амалией, ставшей успешным скульптором. У него не хватило времени, чтобы выполнить фигуру Мадонны для собора Санта-Мария-дель-Фьоре. Он умер во Флоренции.
Джованни Дюпре входил в состав жюри нескольких международных выставок. Он был награждён рыцарским Орденом Святого Иосифа. Его мемуары «Размышления об искусстве и автобиографические воспоминания» (Pensieri sull’arte e ricordi autobiografici; Флоренция, 1879, 2-е изд. Милан, 1935) были переведены на английский язык Эдит Марион Стори Перуцци (Эдинбург, 1886).
В числе его учеников были Эмилио Дзокки и Аугусто Ривалта. Именем Джованни Дюпре названа одна из улиц Контрады Сиены.

## Галерея
- Триумф креста. 1860. Рельеф люнета фасада базилики Санта-Кроче, Флоренция
- Авель. 1844. Мрамор. Государственный Эрмитаж, Санкт-Петербург
- Каин. 1844. Мрамор. Государственный Эрмитаж, Санкт-Петербург
- Джотто. 1845. Камень. Здание Уффици, Флоренция
- Юный Бахус. 1858. Мрамор. Государственный Эрмитаж, Санкт-Петербург
- Бюст Джироламо Савонаролы. Деталь монумента. Ок. 1873. Бронза. Монастырь Сан-Марко, Флоренция
- Надгробие Оттавиано Фабрицио Моссотти. 1843. Мрамор. Кампосанто, Пиза
- Пьета. Деталь надгробия Бики-Русполи. 1860–1865. Сиена
- Монумент Кавуру. 1872, Турин
- Сафо. 1857—1861. Мрамор. Национальная галерея современного искусства, Рим
- Л. Бартолини. Завершено Дж. Дюпре. Нимфа пустыни. Ок. 1845. Мрамор. Фонд Маньяни-Рокка